# Véronique Ahoyo
Veronique Ahoyo (ngày 20 tháng 1 năm 1940 - ngày 14 tháng 12 năm 2008) là một chính trị gia và nhà ngoại giao người Bénin.
Sinh ra ở Cotonou, Ahoyo được đào tạo về quản trị dân sự ở Paris và Abidjan, và trong các dịch vụ xã hội ở Toulouse. Trở về Bénin, bà đảm nhiệm chức vụ phó giám đốc các vấn đề xã hội năm 1967, được thăng chức giám đốc các vấn đề xã hội năm 1975. Bà rời khỏi vai trò vào năm 1990; vào tháng 3 năm đó, cô được bổ nhiệm làm bộ trưởng lao động và các vấn đề xã hội. Trong một thời gian, bà cũng từng là đại sứ của Benani tại Canada. Ahoyo đã thiệt mạng trong một vụ tai nạn ô tô trên đường cao tốc Bassila khi chiếc xe mà bà đang đi bị mất kiểm soát sau khi nổ lốp. Bốn người khác cũng bị giết và hai người bị thương; trong số những người đến sau là cựu Bộ trưởng Bộ Y tế Công cộng Rafiatou Karimou.